# Легенда (филм из 2014)
Легенда је индијски анимирани филм из 2014. године.

## Улоге
| Глумац              | Улога                   |
| ------------------- | ----------------------- |
| Раџиникант          | Кочадајан / Рана / Сена |
| Дипика Падуконе     | Вадана Деви             |
| Р. Сараткумар       | Сенгодаган              |
| Собана              | Jагави                  |
| Аади                | Вира Махендран          |
| Џеки Шроф           | Раџа Махендран          |
| Насар               | Ришикодаган             |
| Рукмини Виџајакумар | Jамуна Деви             |